# ویکتور عطیه
ویکتور جورج عطیه (Victor George Atiyeh)‏ (۲۰ فوریه ۱۹۲۳–۲۰ ژوئیه ۲۰۱۴)، از سیاستمداران آمریکایی بود که طی سال‌های ۱۹۷۹ تا ۱۹۸۷ به عنوان سی‌ودومین فرماندار ایالت اورگان خدمت کرد. او نخستین فرماندار منتخب در این کشور بود که تبارش به خاورمیانه می‌رسید. به علاوه او اولین فرماندار سوری بود که در ایالات متحده آمریکا انتخاب شده بود.
عطیه در انتخابات ۱۹۷۸، رابرت دبیلو استراب، فرماندار دموکرات ایالت اورگان را شکست داد و برای تصدی این سمت برگزیده شد. او بار دیگر در سال ۱۹۸۲ با کسب ۶/۶۱ درصد آراء در برابر نامزد رقیب، تد کولونگوسکی، به پیروزی رسید که بالاترین میزان اختلاف آراء طی ۳۲ سال اخیر بود. عطیه از سال ۱۹۵۹ و پیش از اینکه برای فرمانداری انتخاب شود در مجلس قانونگذاری اورگان حضور داشت؛ وی ابتدا در مجلس نمایندگان بود و سپس به مجلس سنا راه یافت.
تا سال ۲۰۲۲، او آخرین جمهوریخواهی بود که فرمانداری ایالت اورگان را در اختیار داشت.

## سال‌های نخست زندگی
جورج عطیه و لیندا اَسلی، پدر و مادر ویکتور، به ترتیب از روستای الحصن واقع در سوریه و شهر بیروت در لبنان به آمریکا مهاجرت کرده بودند. پدر او در سال ۱۸۹۸ از راه جزیره الیس به آنجا آمد تا به برادرش عزیز در کار تجارت فرش ملحق شود. خانواده مادریش وابسته به کلیسای ارتدوکس انطاکیه بودند ولی عطیه خودش بعدها به کلیسای اسقفی پیوست.
او در شهر پورتلند ایالت اورگان بزرگ شد و در مدرسه هالادی‌گرید و دبیرستان واشینگتن تحصیل کرد. دو سال در دانشگاه اورگان در شهر یوجین درس خواند و در آنجا به عنوان بازیکن خط میانی در تیم فوتبال اورگان‌داکس بازی کرد و رهبر گروه پیشاهنگی پسران آمریکا در آن منطقه شد. هنگامی که پدرش از دنیا رفت، عطیه کالج را رها کرد و حرفه خانوادگیش را در پیش گرفت که با نام «برادران عطیه» در کار تجارت قالی و قالیچه بود.

## حرفه
عطیه از سال ۱۹۵۹ تا ۱۹۶۴ از سوی منطقه واشینگتن‌کانتی در عضویت مجلس نمایندگان اورگان بود. همچنین طی سال‌های ۱۹۶۵ تا ۱۹۷۸ نمایندگی ناحیه نهم را در مجلس سنا بر عهده داشت.

### فرماندار اورگان
در سال ۱۹۷۴، عطیه برای فرمانداری نامزد شد و در برابر نماینده دموکرات‌ها، رابرت دبیلو استراب، متحمل شکست شد. وی پس از برتری در مقابل فرماندار اسبق، تام مک‌کال، در دور مقدماتی انتخابات بار دیگر در سال ۱۹۷۸ با استراب رقابت کرد و در این دوره با کسب ۵۵ درصد آراء او را شکست داد. عطیه نخستین آمریکایی عرب‌تباری بود که در ایالات متحده آمریکا به عنوان فرماندار انتخاب می‌شد.
در سال ۱۹۸۲، او مجدداً برای یک دوره چهار ساله دیگر انتخاب شد. در این سال با کسب ۴/۶۱ درصد آراء در برابر نامزد دموکرات‌ها، تد کولونگوسکی، به پیروزی دست یافت که طی ۳۲ سال اخیر در انتخابات فرمانداری ایالت اورگان، بالاترین رقم اختلاف آراء محسوب می‌شد. عطیه در تمام ۳۶ منطقه این ایالت به پیروزی رسیده بود.
او در مقام فرماندار با هدف تأمین ایمنی افراد در کار ماهیگیری و صنعت چوب که از مشاغل سنتی اورگان به‌شمار می‌رفتند، طرح‌های نوینی ارائه کرد. عطیه به منظور جذب صنایع جدید و تنوع بخشیدن به اقتصاد در آن ایالت، مشوق‌هایی را اعمال کرد که از آن جمله می‌توان به افتتاح دفتر تجاری در توکیوی ژاپن اشاره کرد که نخستین دفتر تجاری خارجی اورگان بود. وی در زمینه گردشگری ابتکاری جهانی به خرج داد و تلاش کرد تا معبر رودخانه کلمبیا از حیث دارا بودن مناظر دیدنی به عنوان منطقه حفاظت‌شده ملی معرفی شود. به سبب این تلاش‌ها لقب «ویکِ سوداگر» به او دادند.
او در راه‌اندازی بانک غذای ایالتی نیز نقش داشت که در سراسر کشور اولین در نوع خود بود. به علاوه کوشید تا مردم نسبت به خطرات رانندگی در حالت مستی آگاهی بیشتری پیدا کنند و همچنین در جهت مقابله با این اقدام قوانینی تدوین کرد. او رئیس مجمع فرمانداران جمهوریخواه بود و در انتخابات ریاست جمهوری ۱۹۸۴در حمایت از رونالد ریگان، رهبری کنوانسیون ملی جمهوریخواهان را بر عهده گرفت.

### فعالیت‌های داوطلبانه و کارهای خیریه
عطیه مدت‌ها با دانشگاه پاسفیک واقع در شهر فارست‌گرو در ارتباط بود و در آنجا به عنوان یکی از اعضای هیئت امناء و بعدها عضو افتخاری این هیئت فعالیت داشت و در سال ۱۹۹۶ دکترای افتخاری این دانشگاه را دریافت کرد. او در سال ۲۰۱۱ گنجینه‌ای از یادگاری‌های ارزشمند خود را به کتابخانه این دانشگاه اهدا کرد.

### سایر مناصب و مشاغل
عطیه پس از اتمام دوران فرمانداری، مشاور تجاری بین‌المللی شد.
در سال ۲۰۰۶، او به همراه باربارا رابرتز، فرماندار سابق دموکرات، جان کیتزابر، فرماندار سابق و آتی و تد کولونگوسکی، فرماندار وقت ایالت، ریاست کمپین «بله به ۴۹» را بر عهده داشت و از حامیان رأی‌گیری ۴۹ بود. وی از فیل نایت، مدیر عامل شرکت نایک، درخواست کرد تا یکصدهزار دلار کمک مالی به این کمپین اهدا کند.

## زندگی شخصی

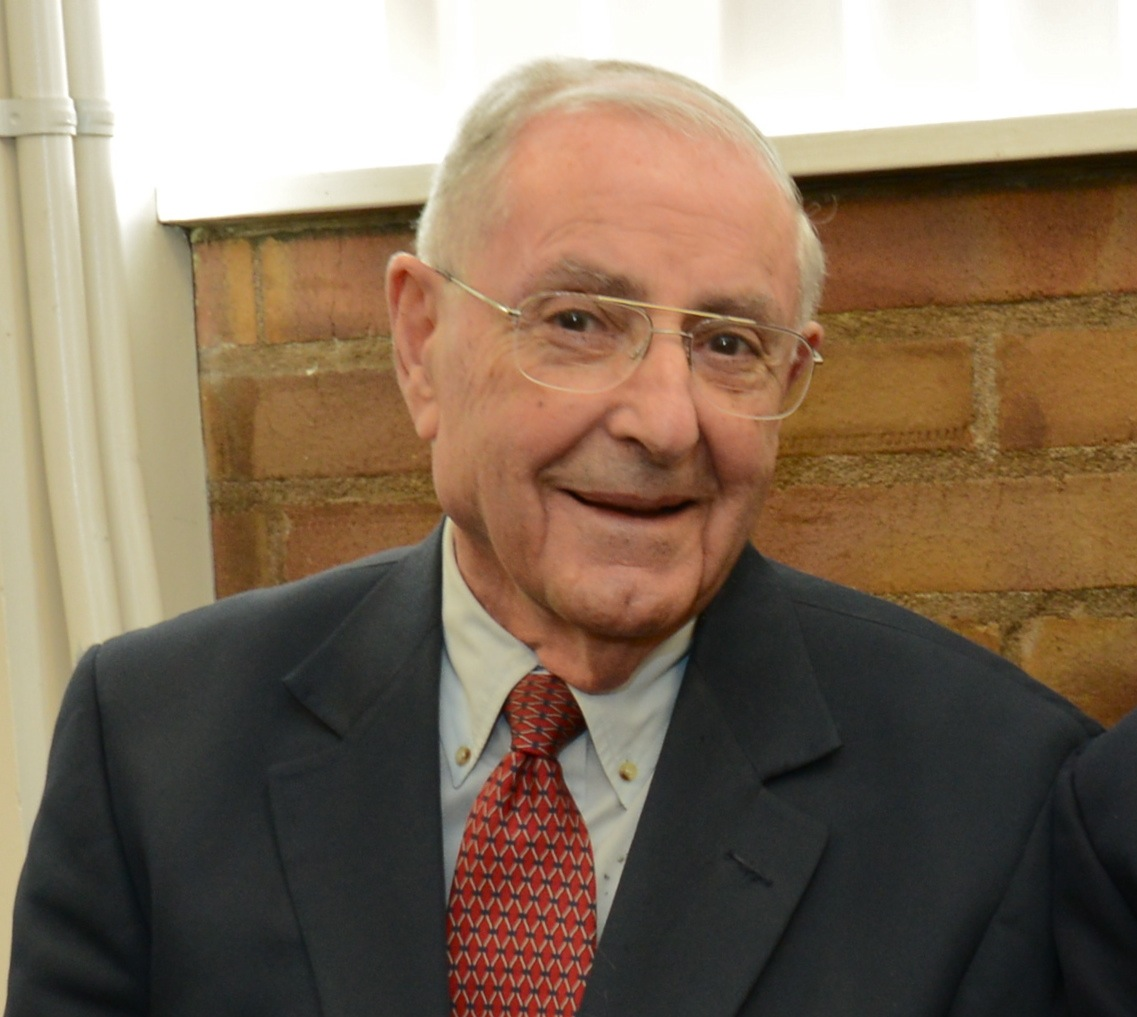
ویکتور در ۲۰۱۲ میلادی

عطیه به همراه همسرش دولورس (با نام خانوادگی اصلی هویت) که با او در تاریخ ۵ ژوئیه ۱۹۴۴ ازدواج کرده بود، در شهر پورتلند زندگی می‌کرد. آنها دو فرزند به نام‌های تام و سوزان داشتند. دولورس عطیه در ۲۹ اوت ۲۰۱۶ در ۹۲ سالگی در پورتلند درگذشت.

### وضعیت جسمانی و وفات
در ۳۱ اوت ۲۰۰۵، عطیه تحت عمل جراحی بای‌پس قرار گرفت؛ او پس از احساس درد در قفسه سینه خود را به مرکز پزشکی سنت‌وینسنت رساند. محافظه‌کاری او در مسائل مالی قابل توجه بود. به گفته فردی که به نمایندگی از او صحبت می‌کرد، عطیه با مشاهده افزایش شدید قیمت‌ها، در مسیر بیمارستان توقف می‌کند تا باک خودرویش را پر از بنزین کند. البته او در هفته‌های پس از عمل به دلیل تنگی نفس و درد در ناحیه بازو دوباره چندین مرتبه در بیمارستان بستری شد.
ویکتور عطیه در ۵ ژوئیه ۲۰۱۴ در منزل شخصیش زمین‌خورد. پس از آن بار دیگر در مرکز پزشکی پراویدنس سنت‌وینسنت بستری شد و به دلیل خونریزی داخلی تحت درمان قرار گرفت. او برای مدت کوتاهی از بیمارستان مرخص شد ولی در پی بروز واکنش سوء به داروهای ضد درد مجدداً به بیمارستان رفت و در تاریخ ۲۰ ژوئیه و در ۹۱ سالگی بر اثر نارسایی کلیه درگذشت.